# Ігнатьєва Олена Степанівна
Олена Степанівна Ігнатьєва (23 червня 1918, тепер Должанського району Орловської області, Російська Федерація — 30 січня 1992, місто Харків) — українська радянська діячка, новатор виробництва, бригадир електрозварників Харківського заводу «Серп і молот» Харківської області. Депутат Верховної Ради УРСР 2-го скликання.

## Життєпис
Народилася в родині робітника шахт Донбасу. У 1933 році закінчила Горлівську неповну середню школу. З 1933 по 1934 рік працювала на заводі міста Горлівки Донецької області. У 1934—1941 роках — автогенниця машинобудівного заводу міста Сталіно.
Під час німецько-радянської війни перебувала в евакуації, до 1943 року працювала автогенницею заводу міста Куйбишева (тепер Самари).
З 1943 року — електрозварниця, бригадир молодіжної бригади електрозварників Харківського заводу «Серп і молот» Харківської області. Обиралася членом цехового і заводського комітетів профспілки. Добре оволодівши спеціальністю електрозварника, виконувала виробничі змінні норми на 200—300 % та навчала молодь передових методів праці.
Член ВКП(б) з 1946 року.